# Всероссийский институт растениеводства имени Н. И. Вавилова
ФГБНУ Федеральный исследовательский центр Всероссийский институт генетических ресурсов растений им. Н. И. Вавилова (ВИР) — научно-исследовательский институт в Санкт-Петербурге.
Институт находится в центре Санкт-Петербурга, занимая два здания по адресу Исаакиевская площадь, дома 4 и 13. Оба здания — памятники архитектуры федерального значения (1847—1853 годы, архитектор Н. Е. Ефимов):
- Исаакиевская площадь, дом 4 (Большая Морская улица, дом 42 / набережная Мойки, дом 87), бывшее Министерство государственных имуществ,
- Исаакиевская площадь, дом 13 (Большая Морская улица, дом 44 / набережная Мойки, дом 89), бывший дом министра государственных имуществ.

## Название
Институт носил следующие названия:
- 1894 — Бюро по прикладной ботанике Ученого комитета Министерства земледелия и государственных имуществ
- 1917 — Отдел прикладной ботаники Сельскохозяйственного ученого комитета
- 1922 — Отдел прикладной ботаники и селекции Государственного института опытной агрономии
- 1924 — Всесоюзный институт прикладной ботаники и новых культур (ВИПБиНК)
- 1930 — Всесоюзный научно-исследовательский институт растениеводства (ВНИИР)
- 1992 — Всероссийский институт растениеводства (затем — Государственное научное учреждение «Государственный научный центр Российской Федерации Всероссийский научно-исследовательский институт растениеводства имени Н. И. Вавилова Российской академии сельскохозяйственных наук»)
- 2015 — ФГБНУ Федеральный исследовательский центр Всероссийский институт генетических ресурсов растений им. Н. И. Вавилова

С 1967 года институт носит имя академика Н. И. Вавилова, директора Института в период с 1921 по 1940 гг.

## История

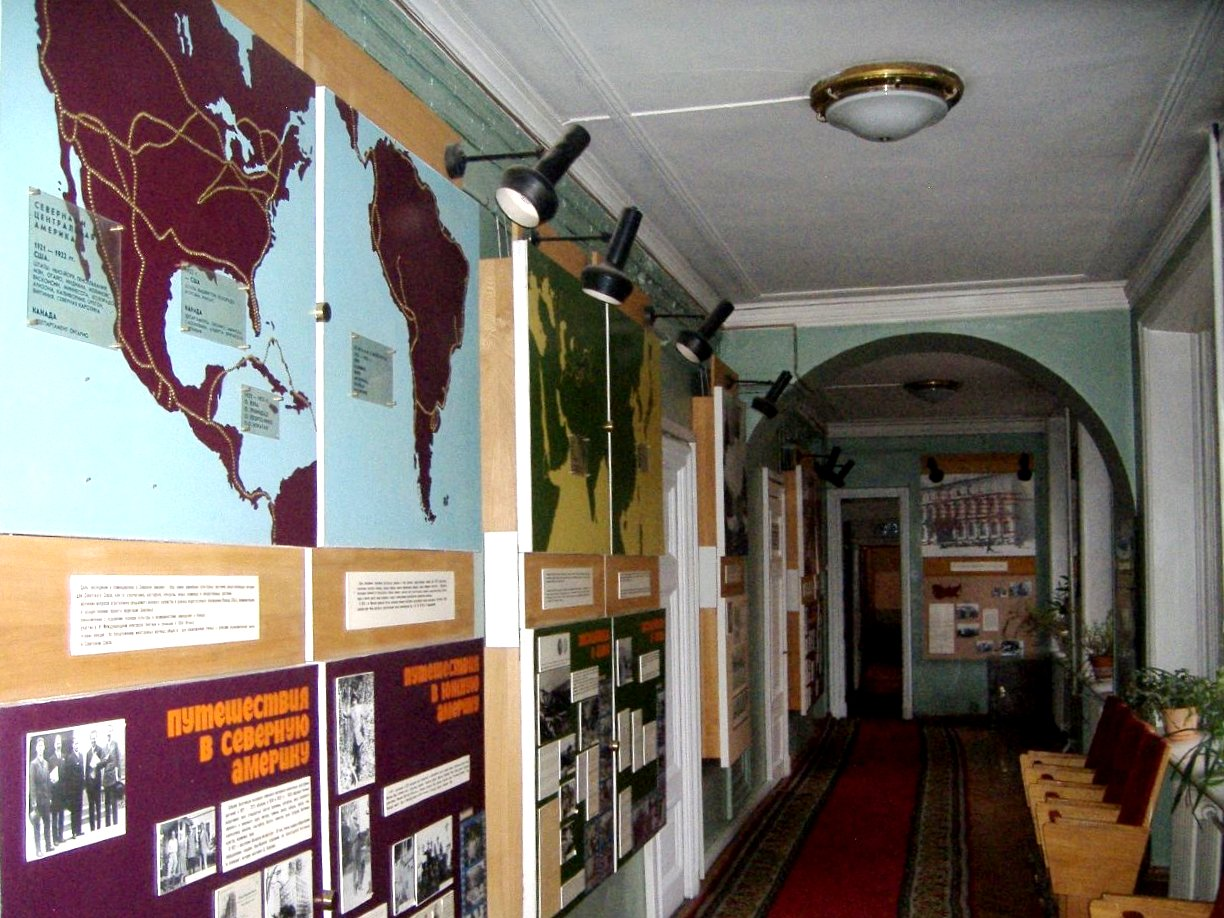
Коридор с картами и фотографиями из экспедиций Н. И. Вавилова

Оба здания с симметричными неоренессансными фасадами были построены в 1844 — 1853 годах по проекту архитектора Н. Е. Ефимова. Дом № 4 назывался домом Министерства государственных имуществ, а № 13 — министра государственных имуществ.

### Институт
16 июня 1925 года СНК СССР утвердил «Положение об институте прикладной ботаники и новых культур». В состав Совета института вошли Н. П. Горбунов (председатель), Н. И. Вавилов (директор), два заместителя директора — В. В. Таланов и В. Е. Писарев, а также представители наркоматов земледелия союзных республик и профсоюзов.
Академик Н. И. Вавилов оставался бессменным руководителем института до августа 1940 года, когда он был репрессирован.
При нём в рамках множества экспедиций по СССР и зарубежным странам, организованных в этот период, была собрана основа гербария.
Сейчас институт обладает уникальной коллекцией свыше 200 000 образцов культурных и дикорастущих растений.

### Блокада Ленинграда

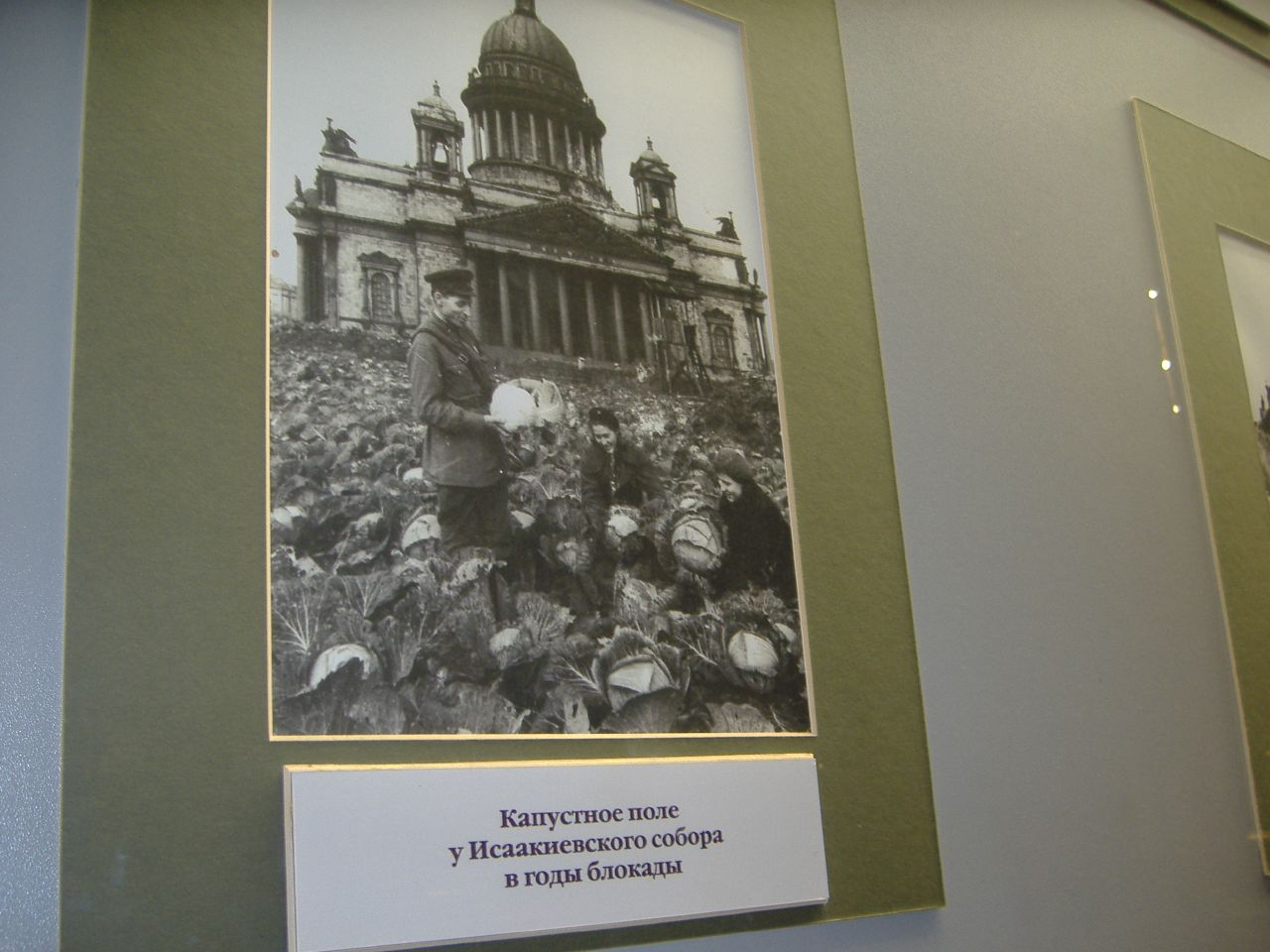
Исаакиевская площадь во время блокады превратилась в капустное поле. Фото из собраний ВИР

Всесоюзный институт растениеводства обладал и обладает гигантским семенным фондом.
Из всего селекционного фонда ленинградского института, содержавшего несколько тонн уникальных зерновых культур, не было тронуто ни одного зерна, ни единого зерна риса или картофельного клубня. По имеющимся сведениям, от 13 до 28 сотрудников института умерли от голода, но не притронулись к семенному фонду.

### Перспективы
Планируется строительство комплекса института полезной площадью около 30 000 м², которое будет включать в себя как помещения института, так и жилье для сотрудников.
Стоимость строительства и цена переезда оцениваются в целом в $100–120 млн.
При этом способ и источники финансирования пока не согласованы.

Директор опроверг информацию о срочном переезде Института в Пушкин:

Информация о предстоящем выселении института и об угрозе гибели коллекции, мягко говоря, недостоверна— Николай Дзюбенко, июнь 2008 года

## Структура
Непосредственно в составе института существуют отделы генетических растительных ресурсов: пшеницы; овса, ржи, ячменя; зернобобовых культур; крупяных культур; кормовых культур; масличных и прядильных культур; картофеля; овощных и бахчевых культур; плодовых культур. Кроме того, существуют методические отделы и лаборатории, специализирующиеся в различных областях биологических исследований: агроботаники и in-situ сохранения; биотехнологии; биохимии и молекулярной биологии; генетики; зарубежных связей; информационно-технического обеспечения ГРР; физиологии устойчивости растений; лаборатория длительного хранения ГРР; лаборатория молекулярной и экологической генетики; лаборатория мониторинга генетической эрозии растительных ресурсов; группа интродукции; группа агрометеорологии. Помимо этого в институте функционирует гербарий и научная библиотека.
В структуру института входят 9 опытных станций (по организационной форме являются самостоятельными организациями): Астраханская, Дагестанская (недалеко от Дербента), Дальневосточная (недалеко от Владивостока), Екатерининская (в 25 км от Мичуринска Тамбовской области), Крымская опытно-селекционная станция (недалеко от Крымска), Кубанская, Майкопская, Московское отделение, Павловская (в Павловском и Пушкинском районах Санкт-Петербурга вдоль Катлинской дороги), Полярная в Тик-Губе (Мурманская область), Волгоградская (г. Краснослободск), Зейская опытно-селекционная станция.
Указом Президента Российской Федерации на базе Института будет создан Национальный центр генетических ресурсов растений.

## Руководство

Мемориальная доска на здании Института

- 1921—1940 — Николай Иванович Вавилов
- 1940—1951 — Иоган Гансович Эйхфельд
- 1951—1961 — Пётр Михайлович Жуковский
- 1961—1965 — Иван Александрович Сизов
- 1966—1978 — Дмитрий Данилович Брежнев
- 1979—1987 — Владимир Филимонович Дорофеев
- 1990—2005 — Виктор Александрович Драгавцев
- 2005—2018 — Николай Иванович Дзюбенко
- 2018 — н.в. — Елена Константиновна Хлесткина (врио в 2018-2024 гг.)

## Известные учёные, связанные с институтом

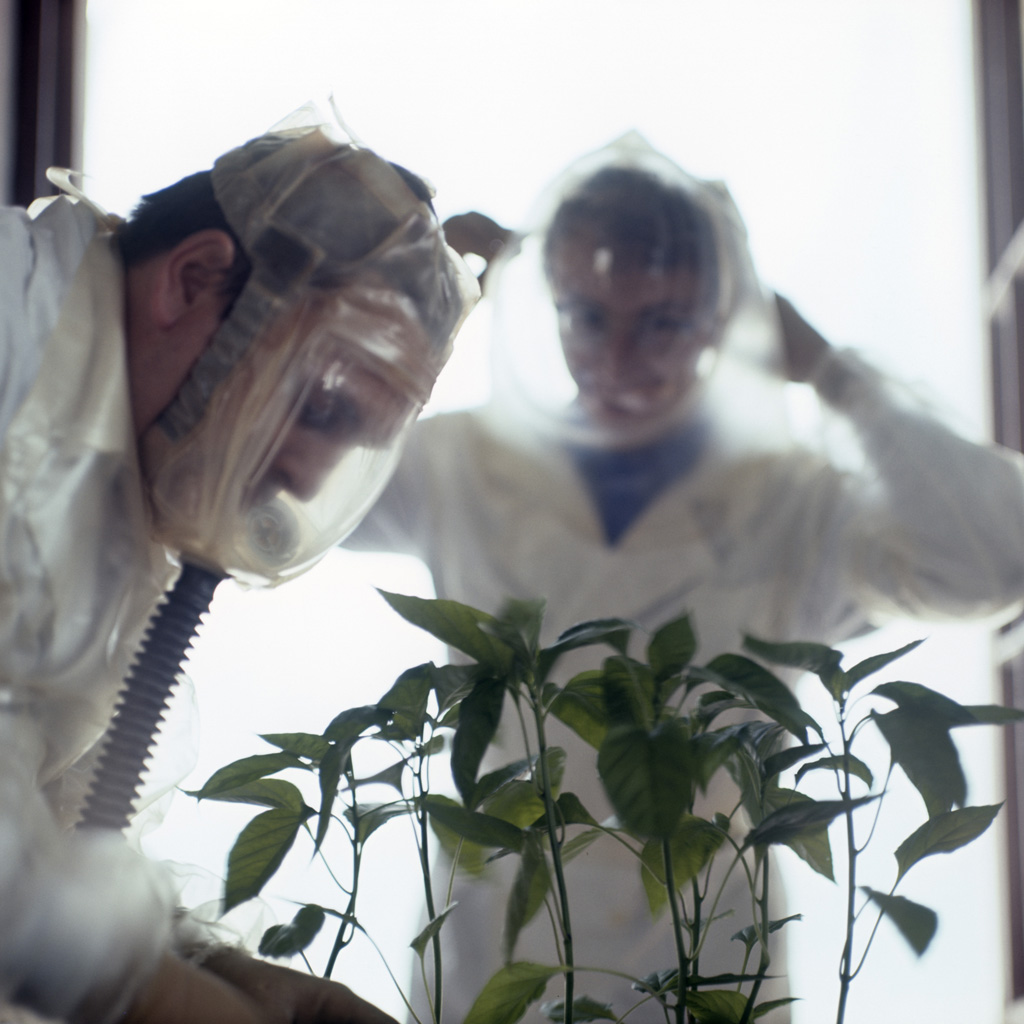
Изучение процессов фотосинтеза растений с помощью меченых атомов

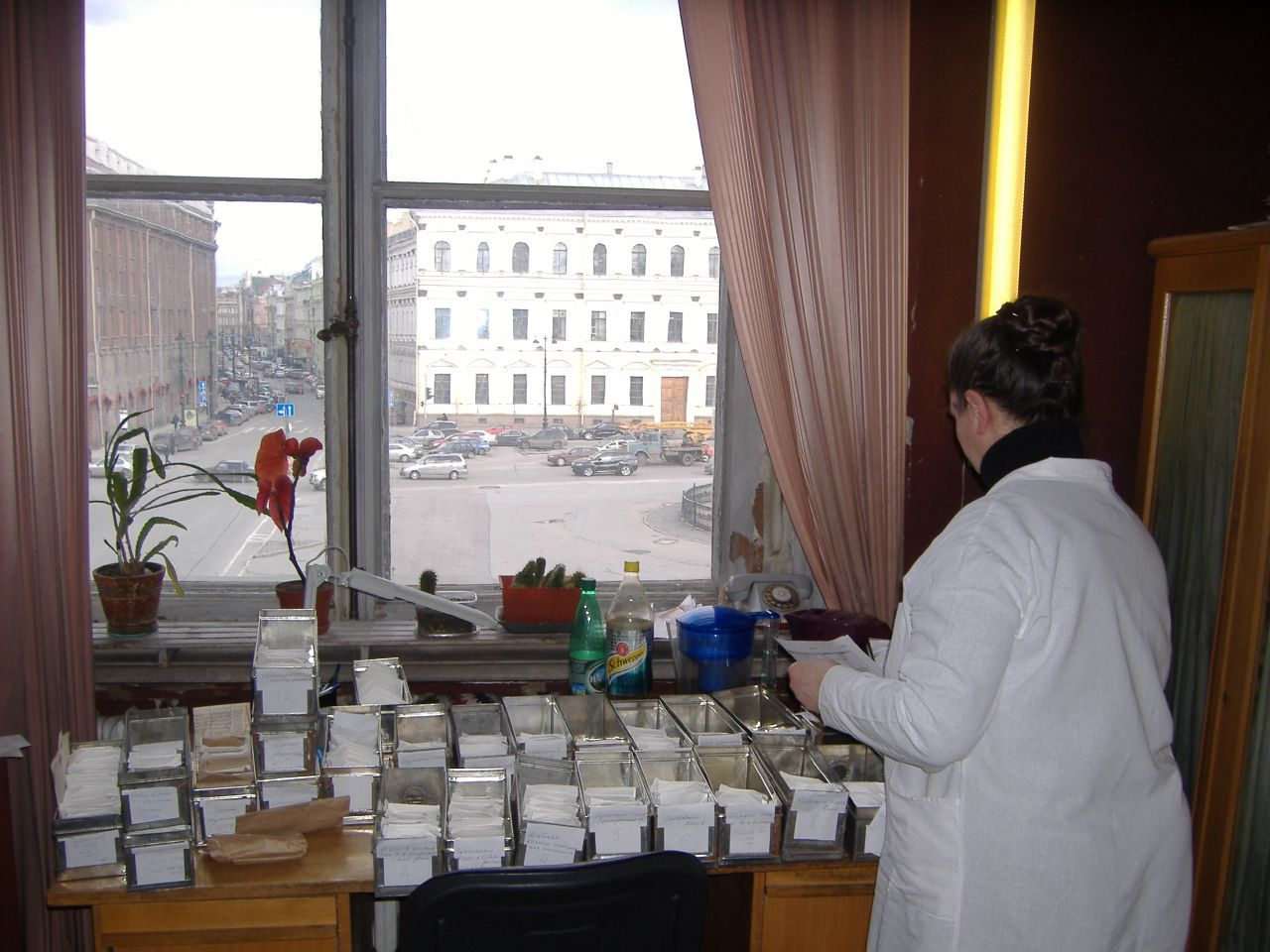
Вид из окна ВИР на Исаакиевскую площадь

- Аболин, Роберт Иванович — геоботаник и почвовед.
- Альдеров, Альберт Абдуллаевич — генетик, Заслуженный деятель науки Республики Дагестан, доктор биологических наук, профессор.
- Арцыбашев, Дмитрий Дмитриевич — заместитель Н. И. Вавилова по научной части, профессор, создал опытную станцию «Мещерская» как опорный пункт Всесоюзного института прикладной ботаники в Липецкой области.
- Букасов, Сергей Михайлович — ботаник, специалист по селекции и систематике картофеля, академик ВАСХНИЛ.
- Вульф, Евгений Владимирович — ботаник, флорист и биогеограф, специалист в области исторической географии растений.
- Жуковский, Пётр Михайлович — ботаник, академик ВАСХНИЛ, в 1951—1962 годах — директор ВИР.
- Карпеченко, Георгий Дмитриевич — генетик, известный своими работами в области отдалённой гибридизации.
- Конарев, Василий Григорьевич — академик ВАСХНИЛ (1978) и РАСХН, доктор биологических наук, профессор, руководитель отдела молекулярной биологии.
- Красовская, Ирина Владимировна — советский учёный, доктор биологических наук, переводчик, ботаник, физиолог растений
- Мережко, Анатолий Фёдорович — доктор биологических наук, профессор.
- Максимов, Николай Александрович — физиолог, академик АН СССР.
- Пангало, Константин Иванович — ботаник.
- Петров, Михаил Платонович — ботанико-географ и физико-географ.
- Попов, Михаил Григорьевич — ботаник.
- Регель, Роберт Эдуардович — ботаник, специалист по ячменю.
- Розанова, Мария Александровна — ботаник.
- Селянинов, Георгий Тимофеевич — климатолог, основатель школы агро- и микроклиматологов.
- Федченко, Борис Алексеевич — ботаник.
- Хребтов, Аристоклий Александрович — ботаник, растениевод.
- Эйхфельд, Иоган Гансович — агроном, биолог, селекционер. Директор ВИР 1940—1951 г.г.
- Юзепчук, Сергей Васильевич — ботаник, специалист по картофелю.
- Янушевич, Зоя Васильевна — ботаник, один из пионеров советской палеоботаники.